# Vật chất quark
Vật chất quark hoặc vật chất QCD (sắc động học lượng tử) đề cập đến bất kỳ giai đoạn nào của vật chất có mức độ tự do bao gồm quark và gluon. Các pha này xảy ra ở nhiệt độ và/hoặc mật độ cực cao, và một số trong số chúng vẫn chỉ mang tính lý thuyết vì chúng yêu cầu các điều kiện khắc nghiệt đến mức các vật chất này không thể được tạo ra trong bất kỳ phòng thí nghiệm nào, nhất là khi không phải là điều kiện cân bằng. Trong những điều kiện khắc nghiệt này, cấu trúc vật chất quen thuộc, trong đó các thành phần cơ bản là hạt nhân (bao gồm các hạt nhân là trạng thái liên kết của quark) và electron, bị phá vỡ. Trong vật chất quark, coi chính các quark là mức độ tự do cơ bản thì thích hợp hơn.
Trong mô hình chuẩn của vật lý hạt, lực tương tác mạnh được mô tả bằng lý thuyết QCD. Ở nhiệt độ hoặc mật độ thông thường, lực này chỉ giam giữ các quark thành các hạt tổng hợp (hadron) có kích thước khoảng 10 −15   m = 1   đồng hồ đo = 1   fm (tương ứng với thang năng lượng QCD QCD   ≈   200   MeV) và tác dụng của nó không đáng chú ý ở khoảng cách xa hơn. Tuy nhiên, khi nhiệt độ đạt đến thang năng lượng QCD (T cỡ 1012 độ kelvins) hoặc mật độ tăng đến mức độ phân tách giữa các quark trung bình nhỏ hơn 1 fm (thế năng hóa học quark μ khoảng 400   MeV), các hadron bị tan chảy thành các quark cấu thành của chúng và sự tương tác mạnh mẽ trở thành đặc điểm nổi bật của vật lý. Các pha như vậy được gọi là vật chất quark hoặc vật chất QCD.
Sức mạnh của lực màu làm cho các tính chất của vật chất quark không giống như chất khí hoặc plasma, thay vào đó dẫn đến trạng thái vật chất gợi nhớ nhiều hơn đến chất lỏng. Ở mật độ cao, chất quark là chất lỏng Fermi, nhưng được dự đoán sẽ thể hiện tính siêu dẫn màu ở mật độ cao và nhiệt độ dưới 10 12 K.